# Björnsjön (Grundsunda socken, Ångermanland)
Björnsjön är en sjö i Örnsköldsviks kommun i Ångermanland och ingår i Lögdeälven-Husåns kustområde.